# Storsporig gråskål
Storsporig gråskål (Mollisia ramealis) är en svampart som beskrevs av P. Karst. 1871. Storsporig gråskål ingår i släktet Mollisia och familjen Dermateaceae.  Arten är reproducerande i Sverige. Inga underarter finns listade i Catalogue of Life.